# 팬사이트
팬사이트(Fansite)는 팬들이 모여 만든 인터넷 웹사이트이다. 팬사이트에는 지지하는 것에 대한 각종 뉴스와 정보, 이미지, 관련된 주제를 가지고 토론할 수 있는 게시판 등이 있으며, 자체에서 이벤트를 하기도 한다. 또한 돈을 모아 지지하는 것에 대해 단체로 구매하거나, 지지금을 보내기도 한다.

## 같이 보기
- 팬 아트
- 팬 클럽
- 팬 픽션